# Palau Vedruna
El Palau Vedruna és un edifici situat als carrers de Pau Claris i de València de la Dreta de l'Eixample de Barcelona, inclòs a l'Inventari del Patrimoni Arquitectònic de Catalunya. L'interior del palau ha estat completament enderrocat i construït de nou i ara és un hotel. A la primera planta hi ha una sala on s'exposa una col·lecció d'obres d'art egipci procedents de la Fundació Arqueològica Clos.

## Història
El notari Josep Joaquim de Vedruna i Vidal, germà de Joaquima de Vedruna i Vidal, es va casar amb Teresa Minguella i Torres, i fruit d'aquest matrimoni va néixer Pere de Vedruna i Minguella, germà de Maria Dolors de Vedruna i Minguella.
El 1882, el seu fill Joaquim Maria de Vedruna i Pérez, casat amb Cruz Elvira de Zuzuarregi de los Campos, una indiana originària de Matanzas (Cuba) i propietària dels terrenys, va demanar permís per a construir la seva residència al xamfrà dels carrers de Pau Claris i de València. El 1899, va demanar novament permís per a construir uns magatzems annexos, segons el projecte del mestre d'obres Jaume Brossa i Mascaró.
A finals de la dècada del 1980, l'empresari Jordi Clos va adquirir la finca i va encarregar-ne la reforma a l'equip MBM arquitectes (Martorell-Bohigas-Mackay). El nou hotel fou inaugurat el 1992, coincidint amb els Jocs Olímpics.

## Descripció
L'edifici original pertany el corrent arquitectònic eclèctic per la utilització d'ordres clàssics i per l'estil de les decoracions, en les que es nota certa influència de temes egipcis. Disposa de tres façanes: la més llarga al carrer de Pau Claris, una més curta al carrer de València i la tercera al xamfrà entre els dos carrers. En aquesta última es disposa l'accés principal.
La planta de l'antic palau no l'ocupa tota la parcel·la, sinó que deixa uns espais laterals que han estat ocupats per la nova construcció de l'hotel. Aquesta, de llenguatge marcadament contemporani, també hi ha afegit dues plantes. D'aquesta manera, la nova construcció envolta totalment l'original, però sense afectar-la, creant un nou edifici híbrid a partir de la suma dels dos llenguatges.

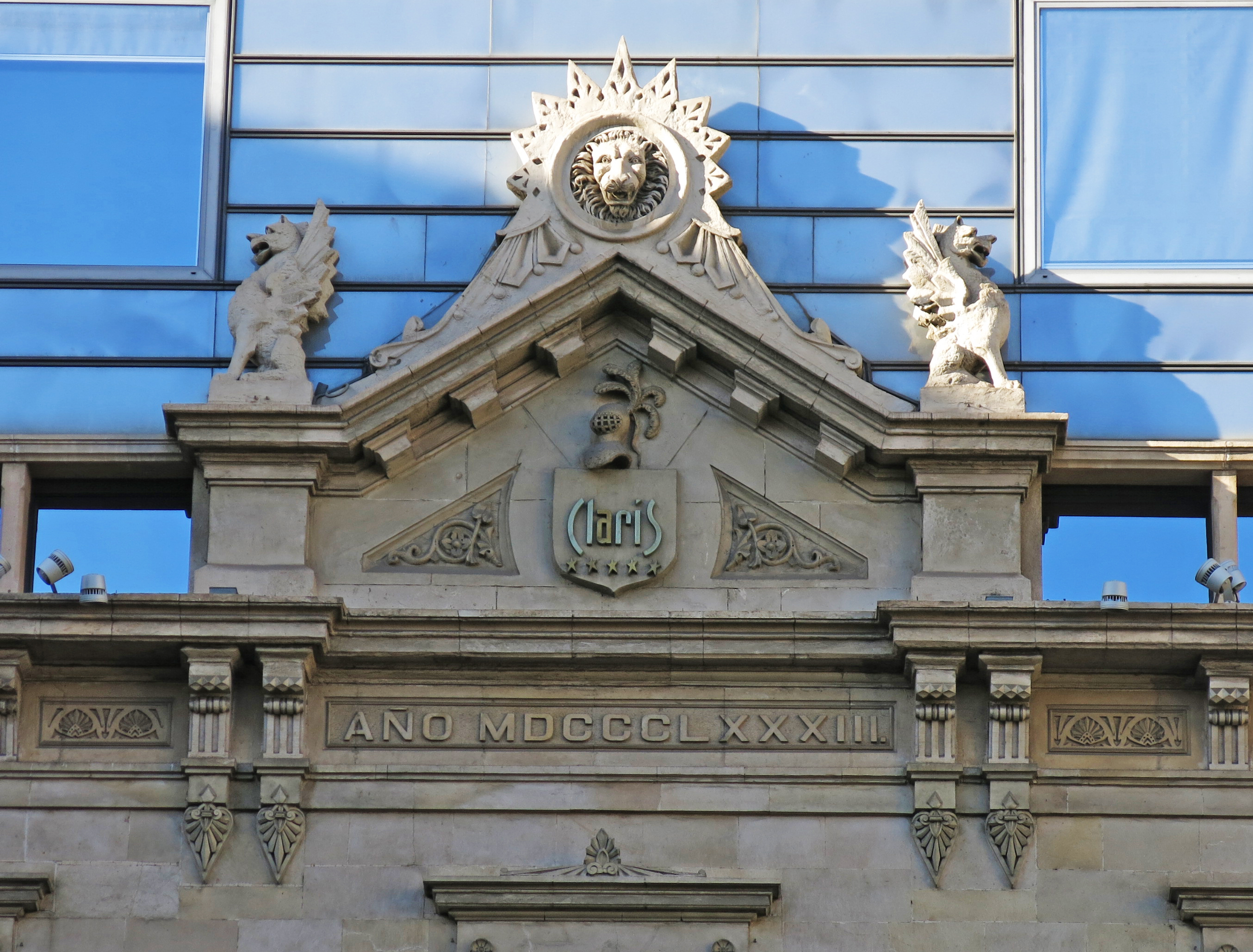
Frontó de la cornisa, amb escut

La planta baixa té obertures arquitravades. El primer pis presenta obertures amb frontons sobre entaulaments i pilastres, i a l'última pis destaquen els emmarcaments senzills amb la cornisa rematada per un escut. La façana del palau original està dividida en dos mòduls, corresponents a cada carrer, més el corresponent al xamfrà de la cruïlla, que tenen dos o tres eixos d'obertures. A aquests s'han d'afegir dos petits mòduls provocats en aixamfranar les arestes dels dos girs de la façana, que repeteixen els mateixos elements arquitectònics, però estan resolts amb carreus de pedra que mostren un ample junt horitzontal i en canvi amaguen els verticals, aportant horitzontalitat al conjunt.
El coronament és una interpretació de la barana original per a poder aprofitar millor la llum cap a les habitacions. Aquest reposa sobre un cornisament amb permòdols tríglifs i un fris decorat entremig. Destaca la presència de la coronació del remat al centre de la façana principal. Aquesta és una mena de cornisament amb permòdols formant un espai triangular on apareixen elements escultòrics heràldics. Dos lleons alats flanquegen el conjunt i un escut amb cap de lleó el remata.
La part nova de l'edifici està resolta amb un mur cortina des del primer pis fins a l'últim, deixant uns buits en la planta baixa per l'accés de vehicles i el servei. La seva pell està formada per franges horitzontals fetes completament de vidre amb juntes metàl·liques i integren les finestres en el mateix pla de façana, aconseguint un llenç continu i neutre que no competeix amb la part neoclàssica. Com a contrapunt a aquest efecte, la part de mur cortina del lateral esquerre té integrat un balcó amb frontó igual als del primer pis que hauria format part del palau abans de la reforma.